# Хрушевець (Шентюр)
Хрушевець (словен. Hruševec) — поселення в общині Шентюр, Савинський регіон, Словенія. 
Висота над рівнем моря: 304,5 м.